# Respectant
Het respectant op een wapenschild plaatsen van figuren is gebruikelijk bij alliantiewapens.
Een bijzonder heraldisch gebruik bij alliantiewapens was het spiegelen van het helmteken en de wapenfiguren. Men spiegelde de helmtekens boven de respectieve wapens van de echtlieden zodat deze elkaar aankeken. Ook de wapenfiguren worden in sommige gevallen, de praktijk bestaat in ieder geval vanouds in Duitsland, soms "respectant" op het schild geplaatst. Dat betekent dat wanneer beide echtlieden, in de heraldiek femme en baron genoemd,een leeuw in hun wapen voeren deze twee leeuwen elkaar zullen aankijken. In de meeste gevallen zal de leeuw in het wapen van de baron daarvoor worden gespiegeld. Het is immers heraldisch gebruik dat een wapendier naar rechts (dexter) kijkt. Een wapendier die naar links (sinister) kijkt, een zogenaamde "lion contournée", is soms, maar zeker niet altijd, een aanwijzing dat er sprake is van bastaardij.
Ook kronen en muziekinstrumenten zullen respectant worden afgebeeld. De mondstukken wijzen naar het wapenschild van de partner.
Op de generieke tekening hiernaast is het systeem van het respectant getekende alliantiewapen uitgewerkt. Een (denkbeeldig) alliantiewapen van een Saksische prins met een Luxemburgse prinses en een alliantiewapen van een Luxemburgse prins met een Saksische prinses. Beide alliantiewapens zijn gedekt met een enkele beugelkroon.